# Yacine Brahimi
Yacine Nasr Eddine Brahimi (en árabe: ياسين إبراهيمي‎; París, Francia, 8 de febrero de 1990) es un futbolista argelino que juega como centrocampista para el Al-Gharafa S. C. de la Liga de fútbol de Catar.

## Trayectoria

### Iniciós
Brahimi nació en París de padres argelinos y creció en los suburbios del este de París en Montreuil (Sena-San Denis). Mientras crecía, a menudo emulaba a Zinedine Zidane mientras jugaba al fútbol callejero con sus amigos. Brahimi comenzó su carrera futbolística jugando para su club local, el ASB Montreuil. Después de un período de cuatro años allí, se unió al CO Vincennois, conocido por haber formado al jugador de la Serie A Blaise Matuidi, en la cercana Vincennes. Dos años más tarde, Brahimi fue seleccionado para asistir a la renombrada academia Clairefontaine en 2003 con el fin de promover su desarrollo. Mientras entrenaba en Clairefontaine durante la semana, jugaba regularmente para el Vincennois los fines de semana. En su último año en Clairefontaine, Brahimi pasó un año en el Camp des Loges, el centro de entrenamiento juvenil del París Saint-Germain, entrenando junto a su compañero de equipo e internacional juvenil Mamadou Sakho. A pesar de haber sido cortejado por varios clubes franceses y europeos, tras su paso por Clairefontaine, firmó un contrato de aspirante (juvenil) con el Rennes. En octubre de 2010, Brahimi mencionó que eligió al Rennes como su destino debido al valor educativo del club, al afirmar que "en Rennes, la academia le da mucha importancia al trabajo escolar" y que "fue una garantía para mis padres. Me recomendaron elegir el Stade Rennais. De esa manera, podría continuar mi entrenamiento de fútbol mientras preparaba mi bachillerato".

### Rennes
Brahimi se unió al Stade Rennais y rápidamente se convirtió en parte de una gran cantidad de talento en la academia juvenil del club. Se unió a Damien Le Tallec, Yann M'Vila, Yohann Lasimant, Kévin Théophile-Catherine y Samuel Souprayen como las perspectivas más buscadas del club. La combinación de M'Vila, Brahimi, Camara y Le Tallec (siendo los cuatro miembros de la clase de 1990) fue particularmente instrumental en el éxito de su equipo juvenil. Con el equipo sub-16, el cuarteto ganó el Tournoi Carisport, un torneo nacional que enfrenta regularmente a las mejores academias de Francia. Dos temporadas más tarde, con el equipo sub-18, Brahimi ganó el campeonato de la liga sub-18 de la temporada 2006-07. En 2008, la academia juvenil alcanzó su mayor logro después de ganar la Copa Gambardella. El título fue la tercera Copa Gambardella del Rennes y su primera desde 2003, cuando jugaban en la competencia de Yoann Gourcuff y Sylvain Marveaux. Siguiendo la temporada 2007-08, el 23 de junio, Brahimi firmó su primer contrato profesional acordando un contrato de tres años hasta junio de 2011. Aunque con un contrato profesional, a Brahimi no se le asignó un número del primer equipo y, en cambio, jugó en el Championnat de France con el equipo amateur en la cuarta división donde jugó en 22 partidos y marcó tres goles ayudando a que el equipo finalizase primero entre los clubes profesionales de su grupo, clasificándose así para los playoffs de la competencia, donde perdieron ante el Lyon en las semifinales.

### Clermont (cedido)
Después de una exitosa temporada internaciona con Francia, el Stade Rennais decidió que sería mejor enviar al jugador en calidad préstamo para que recibiera más tiempo de juego, que le era muy necesario. El 3 de julio de 2009, el club anunció que Brahimi se uniría al club Clermont Foot de la Ligue 2 cedido durante toda la temporada 2009-10. Brahimi llegó al club después del Campeonato de Europa Sub-19 de la UEFA 2009 y se le asignó la camiseta número 28. Hizo su debut profesional en la primera jornada de la temporada, apareciendo como sustituto en una derrota por 2-1 ante el Arles-Avignon. Marcó su primer gol para el club el 25 de septiembre convirtiendo un penal en la victoria por 3-2 del club sobre el SCO Angers. El primer gol de Brahimi de jugada ocurrió el 4 de diciembre en la victoria por 3-1 del Clermont ante el SC Bastia. Dos semanas después, volvió a anotar, convirtiendo otro penal en un empate 1–1 contra el EA Guingamp.
El 23 de marzo de 2010, Brahimi anotó el primer gol en la victoria por 3-0 de Clermont sobre el AC Ajaccio. Tres días después, marcó un gol y brindó una asistencia en una victoria por 3-1 sobre el Istres. Un mes después, Brahimi convirtió su tercer penal de la temporada en una victoria por 3-2 sobre Dijon FCO. La victoria llevó al Clermont a la 4.ª posición en la clasificación de la Ligue 2 y a solo tres puntos de un puesto de promoción. La semana siguiente, Brahimi continuó mostrando su habilidad ofensiva anotando contra el Le Havre AC. Sin embargo, el partido terminó en una derrota por 2-1 para el Clermont. Fue la primera derrota del club en un partido donde Brahimi había marcado un gol. Tres días después, Brahimi anotó su octavo gol de la campaña en una victoria por 3-1 contra el EA Guingamp. La victoria estableció un partido de playoff de la promoción en el último día de la temporada, ya que el Clermont, cuarto clasificado, se enfrentó al Arles-Avignon, tercer clasificado, con la promoción a la Ligue 1 en juego. Desafortunadamente para el Clermont, el club no pudo obtener el ascenso a Ligue 1 por primera vez en la historia del club, ya que perdió el partido 1–0. Brahimi jugó 89 minutos en el partido recibiendo una tarjeta amarilla durante su transcurso.

### Vuelta al Stade Rennes
Después de la temporada, el 15 de mayo de 2010, el mánager del Stade Rennais, Frédéric Antonetti, confirmó que Brahimi regresaría al equipo, a pesar del interés del Arsenal y el Real Madrid, y que se le confiaría mucho para la temporada 2010-11, posiblemente como sustituto de algún jugador. El 7 de agosto de 2010, Brahimi hizo su debut con el club del Stade Rennais en el partido de apertura de la Ligue 1 contra el Lille OSC. Comenzó el partido y jugó 71 minutos en un empate 1–1. Al día siguiente, el Stade Rennais anunció que Brahimi había firmado una extensión de contrato de cuatro años con el club. El nuevo acuerdo era mantenerlo en el club hasta junio de 2014.
El 14 de agosto de 2010, Brahimi anotó su primer gol en su carrera para el club en una victoria por 3-0 sobre el AS Nancy. Durante una parte de la temporada de otoño, el jugador pasó por malos momentos en los que no marcaba un gol ni proporcionaba asistencias. Como resultado, Brahimi comenzó a rotar dentro y fuera de la alineación inicial. Después de las vacaciones de invierno, Brahimi volvió a transformas anotaciones y brindó asistencias en el 7–0  contra el AS Cannes en la Copa de Francia. Una semana después, anotó un doblete en una victoria por 4-0 en la liga sobre el Arles-Avignon. 
El 5 de febrero de 2011, Brahimi marcó un gol en contra el París Saint-Germain. El objetivo impulsado a largo plazo fue el único objetivo del partido, ya que la victoria hizo que el Stade Rennais igualase en puntos con el París Saint-Germain para el segundo lugar.

### Granada
El 30 de agosto de 2012, Brahimi firmó un préstamo para el Granada C. F. de la Primera División de España por 700 000 euros, con la opción de compra por 4 millones de euros posteriormente. Esta opción se hizo efectiva el 4 de junio de 2013, cuando firmó un contrato de cuatro años con el club. En los Premios LFP, fue elegido como el mejor jugador africano de la temporada 2013-14.

### FC Porto
El 22 de julio de 2014, el F. C. Porto anunció la firma de Brahimi desde el Granada C. F. por una transferencia de  6,5 millones de euros y en un contrato de cinco años. El 24 de julio de 2014, el F. C. Porto vendió el 80% de sus derechos económicos a Doyen Sports por 5 millones de euros. Los acuerdos, efectivamente, lograron que el F. C. Porto adquiriera el 20% de los derechos económicos del jugador por 1,5 millones de euros.
El primer gol de Brahimi para el club llegó en la segunda ronda de su play-off de la Liga de Campeones de la UEFA contra el Lille OSC, anotando directamente de un tiro libre cuando el F. C. Oporto avanzó a la fase de grupos con una victoria global de 3-0. Marcó su primer hat-trick para el club en el primer partido del F. C. Porto en la fase de grupos de la Liga de Campeones de la UEFA, una victoria por 6-0 en casa sobre el BATE Borisov el 17 de septiembre. En su siguiente partido europeo, el portero Andriy Pyatov le atrapó un penalti con el partido sin goles contra el Shakhtar Donetsk. Marcó su primer gol en la Primeira Liga contra el CD Nacional en una victoria por 2-0 el 1 de noviembre. El 5 de noviembre, Brahimi anotó un gol y dio un asistencia en la victoria del F. C. Oporto contra el Athletic Club por 2–0 para asegurar la clasificación para la eliminatoria de la Liga de Campeones de la UEFA.
El 26 de junio de 2015, el F. C. Porto compró los derechos económicos del 30% del jugador por 3,8 millones de euros.
Brahimi anotó un gol cuando el Oporto derrotó al Maccabi Tel-Aviv 2-0 en la fase de grupos de la UEFA Champions League 2015-16.

## Selección nacional
Ha sido internacional con la selección de Francia sub-21. Actualmente es convocado por la selección de Argelia.
El 2 de junio de 2014 fue incluido en la lista final de 23 jugadores que representaron a Argelia en la Copa Mundial de 2014.

### Goles con la selección nacional en Mundiales
| Gol | Fecha               | Sede                                    | Oponente      | Marcador | Resultado | Competencia  |
| --- | ------------------- | --------------------------------------- | ------------- | -------- | --------- | ------------ |
| 1.  | 22 de junio de 2014 | Estadio Beira-Rio, Porto Alegre, Brasil | Corea del Sur | 1 - 4    | 2 – 4     | Mundial 2014 |

### Participaciones en Copas del Mundo
| Mundial                        | Sede   | Resultado        |
| ------------------------------ | ------ | ---------------- |
| Copa Mundial de Fútbol de 2014 | Brasil | Octavos de final |

## Clubes
| Club                   | País     | Año       |
| ---------------------- | -------- | --------- |
| Stade Rennes F. C.     | Francia  | 2008-2012 |
| Clermont Foot (cedido) | Francia  | 2009-2010 |
| Granada C. F.          | España   | 2012-2014 |
| F. C. Porto            | Portugal | 2014-2019 |
| Al-Rayyan S. C.        | Catar    | 2019-2022 |
| Al-Gharafa S. C.       | Catar    | 2022-     |

## Palmarés

### Títulos nacionales
| Título                 | Club             | País     | Año  |
| ---------------------- | ---------------- | -------- | ---- |
| Primeira Liga          | F. C. Porto      | Portugal | 2018 |
| Supercopa de Portugal  | F. C. Porto      | Portugal | 2018 |
| Copa del Emir de Catar | Al-Gharafa S. C. | Catar    | 2025 |

### Títulos internacionales
| Título                    | Club (*)             | País   | Año  |
| ------------------------- | -------------------- | ------ | ---- |
| Copa Africana de Naciones | Selección de Argelia | Egipto | 2019 |
| Copa Árabe de la FIFA     | Selección de Argelia | Catar  | 2021 |

(*) Incluyendo la selección.

### Distinciones individuales
| Distinción                                | Año  |
| ----------------------------------------- | ---- |
| Mejor jugador de la Copa Árabe de la FIFA | 2021 |